# Colmnitzbach
Der Colmnitzbach ist ein etwa 12 km langer rechter Zufluss der Bobritzsch, der am südöstlichen Ortsrand von Pretzschendorf entspringt.

## Name
Der Gewässername leitet sich vom altsorbischen *Cholḿnica von *chołm bzw. *chułm für „Hügel“ ab und bezeichnet demnach einen „Hügelbach“. Der Ort Colmnitz wäre demnach nach dem Bach benannt.

## Verlauf
Er durchfließt den Ort und seinen Ortsteil Colmnitz in nordwestlicher Richtung. Hier führt seit 1862 das 23 Meter hohe Viadukt der Bahnstrecke Dresden–Chemnitz über das Bachtal. Seinen weiteren Verlauf nimmt er am südwestlichen Rand des Tharandter Waldes. Hier fließt er durch den Tännichtgrund, ein tiefes Waldtal zwischen dem eigentlichen Tharandter Wald und dem vorgelagerten bewaldeten Höhenzug des Tännicht. Dabei passiert der Colmnitzbach den Lips-Tullian-Felsen und den geografischen Mittelpunkt Sachsens. Von 1921 bis 1971 fuhr hier die Schmalspurbahn Klingenberg-Colmnitz–Oberdittmannsdorf. Am südlichen Rand von Naundorf (bei Freiberg) mündet er in die Bobritzsch.
Am 12./13. August 2002 kam es durch das Hochwasser der Colmnitz in den Ortschaften zu erheblichen Schäden.
Siehe auch: Liste der Gewässer in Sachsen